# Glypthaga unicolor
Glypthaga unicolor là một loài bọ cánh cứng trong họ Cerambycidae.